# Petr Hrdlička (hudebník)
Petr Hrdlička (* 7. srpna 1973 Praha) je český hudebník, zpěvák, kytarista a textař, zakládající člen a frontman heavy metalové kapely Škwor.

## Život
Pražský rodák prožil dětství a mládí na Skalce. Od devíti let se u Zdeňka Fišera učil hře na španělskou kytaru, ale po třech letech toho zanechal a k muzice se vrátil až po absolvování vojenské služby. Tehdy, v 90. letech 20. století, začal s kamarády a Tomášem Kmecem zkoušet a později i veřejně vystupovat, nejprve pod názvem Skwar, od roku 2001 již pod názvem Škwor. V roce 2005 začala kapela vystupovat profesionálně, své pětadvacáté výročí oslavila koncertem v O2 areně.

### Souviející články
- Škwor